# Kappie (Toonder)
Kappie is een Nederlandse stripreeks met het gelijknamige personage in de hoofdrol. De reeks werd geschreven en getekend door verscheidene stripauteurs van Toonder Studio's naar een idee van Marten Toonder. Tussen 1945 en 1972 zijn ruim 140 Kappie-verhalen verschenen.

## Inhoud
De verhalen draaien rond kapitein Anne Wobbe, beter bekend als Kappie en zijn sleepboot de Kraak, met als thuishaven Lutjewier, een fictief plaatsje. De bemanning bestaat uit stuurman Tjeerd Duizendschoon ("de Maat"), hoofdwerktuigkundige Siep ("de Meester"), in een aantal verhalen scheepsmaatje Okki en soms nog de Chinese scheepskok Ah Sing.

## Publicatiegeschiedenis
De tekststrip begon 27 december 1945 in de dagbladen Het Vaderland en Algemeen Dagblad, vanaf 28 juni 1946 ook in de Gazet van Antwerpen en geleidelijk aan in diverse andere dagbladen. In Franse en Belgische Franstalige kranten (Le Soir) verscheen de strip onder de naam Cappi.
De verhalen werden aanvankelijk geschreven door Toonders echtgenote Phiny Dick en later door Harry van den Eerenbeemt, die begin jaren vijftig bij Toonder Studio's was komen werken, Andries Brandt, Lo Hartog van Banda en Eiso Toonder. Ze werden getekend door onder andere Joop Hillenius (1947-1958), Dick Vlottes, Ton Beek, Fred Julsing, Jan van Haasteren, Piet Wijn en Terry Willers (1965-1968). De tekststrips werden door Richard Klokkers omgezet naar ballonstrips.
Op 11 juli 1972 nam het Algemeen Dagblad afscheid van de strip. Van een aantal krantestripverhalen verschenen ook boekuitgaven, onder meer bij De Muinck & Co, Friesche Vlag, Andries Blitz, Wolters-Noordhoff en Skarabee. Vanaf 2013 brengt Uitgeverij Stripstift elke drie maanden een Kappie-boekje uit. Dit zijn voornamelijk de verhalen uit de zestiger jaren, getekend door Fred Julsing, Jan van Haasteren en Piet Wijn. In 2023 verscheen: Kappie, avonturen van een sakkerse sleepbootkapitein, met achtergrondinformatie over de strip.

## Verhalen
1. Kappie en de vreemde zeerovers
2. Kappie en het neveleiland
3. Kappie in China
4. Kappie en de God van duizend vrezen
5. Kappie en het goudschip van de poolster
6. Kappie en de gouden hamer
7. Kappie en het olifantenkerkhof
8. Kappie en het geheim van de aardlaag
9. Kappie en het eiland van koeterwaal
10. Kappie naar de zuidpool
11. Kappie en de kostbare sleep
12. Kappie en de vliegende Hollander
13. Kappie en de ingewanden der aarde
14. Kappie en de vreemde klok
15. Kappie en de Chinese mandarijn
16. Kappie en het rozenhouten kistje
17. Kappie en de uitvinding van Rivaldi
18. Kappie en het apeneiland
19. Kappie en de witte olifant
20. Kappie en de misantrosaurus
21. Kappie en de zeewedstrijd
22. Kappie verliest de koers
23. Kappie en het mysterie van de IJszee
24. Kappie en de wonderlijker schelp
25. Kappie en de nieuwe koksmaat
26. Kappie en het wrak van de "Lupine"
27. Kappie en de stad van ivoor
28. Kappie en de ivoren olifant
29. Kappie en de vliegende schijf
30. Kappie en de vreemde kolenlading
31. Kappie en de grijp-vogel
32. Kappie en de zee-Fung
33. Kappie en de schrik der zeeën
34. Kappie en de spooksteen
35. Kappie op weg naar Hollywood
36. Kappie en de doodskop schat
37. Kappie maakt een zorgelijke reis
38. Kappie en het verlaten eiland
39. Kappie en de reis van Troeteltje
40. Kappie en de Lutjewierder bankrovers
41. Kappie en de laatste zeerover
42. Kappie en de smokkelkoning
43. Kappie en het geheim van Anna-Dirkje
44. Kappie en het drijvende woud
45. Kappie en de automatische stuurman
46. Kappie en het geheim van Swarte Dean
47. Kappie en het schepenkerkhof
48. Kappie en de trilmagneet
49. Kappie en de gouden hoorns
50. Kappie en de "Verrukkelijke Bollokwat"
51. Kappie en het Set-zaadje
52. Kappie en de drijvende schotels
53. Kappie in wildwest
54. Kappie en de verzonken stad
55. Kappie in Afrika
56. Kappie en de snelstraler
57. Kappie en de juwelenroof
58. Kappie en de monsterkroon
59. Kappie en de weekmakers
60. Kappie en de oermuziek
61. Kappie en de groene wimpel
62. Kappie en de showboat
63. Kappie en de prentbriefkaartschat
64. Kappie en de boevenkapitein
65. Kappie en de stunters
66. Kappie en de Pneumasaurus
67. Kappie in het land der oliebronnen
68. Kappie en de geheime vlootmanoeuvre
69. Kappie reist naar het achtergebleven gebied
70. Kappie en het staatsgeheim
71. Kappie en de geheime schatkist
72. Kappie en de Ionische bol
73. Kappie en de jungleman
74. Kappie en het geheim van de Kattekopl
75. Kappie en het geheim van de zeedraak
76. Kappie en het geheim van de zeeplantage
77. Kappie en de zeezeef
78. Kappie en de Kletzkische vlam
79. Kappie en de groene papegaai
80. Kappie en de superskoop-vis
81. Kappie en de koningsuil
82. Kappie en de Ding Dong
83. Kappie en de krielkunstmaan
84. Kappie en het ijsbergraadsel
85. Kappie en de luchtstrijd
86. Kappie en de gehaaide potvis
87. Kappie en de slaapslaven
88. Kappie en het geheim van de prentbriefkaarten
89. Kappie en de vertraagde massa
90. Kappie en het raadsel van de zeemeermin
91. Kappie en de Ti-pische boot
92. Kappie en de waterzuil
93. Kappie en de hoogvlieger
94. Kappie en het geperforeerde water
95. Kappie en het beste paard van stal
96. Kappie en de ring van Saturnus
97. Kappie en het geheim van Guul
98. Kappie en de magnetische scheepvaart
99. Kappie en de oesterbroeders
100. Kappie en de boze Schotten / Hooglanders
101. Kappie en vrouw Huul
102. Kappie en de prins van Proeth
103. Kappie en het Kili Wili Atol
104. Kappie en de luchtdruktemaker
105. Kappie en het Bollejong
106. Kappie en de bronzen buizerd
107. Kappie en het diefdier
108. Kappie en het gouden ei
109. Kappie en de slagpleger
110. Kappie en de kraak-krakers
111. Kappie en de Kwabbels
112. Kappie en het misteiland
113. Kappie en de geheimzinnige straler
114. Kappie en de spooksleep
115. Kappie en de matara-schat
116. Kappie en de schedelzeeboring
117. Kappie en het geheim van El Quaxl
118. Kappie en de zeemeerminman
119. Kappie en de Pop-piraat
120. Kappie en het monster van Loch Boffin
121. Kappie en de Peso del Ora-mijn
122. Kappie en het oog van Faldi'Rah
123. Kappie en de nevelaar
124. Kappie en de wrakmakers
125. Kappie en het Foetsie-Drama
126. Kappie en de zeeroversschat
127. Kappie en de scheepskok X-13
128. Kappie en de kneen
129. Kappie en de wegwals-wedstrijd
130. Kappie en de despoot van Mespoot
131. Kappie en het slaapgas
132. Kappie en de vervuiling
133. Kappie en de blauwe walvis
134. Kappie en de levensgevaarlijke verzekering
135. Kappie en de wrakker
136. Kappie en de weermakers
137. Kappie en de sleepsteler
138. Kappie en de zeeheks
139. Kappie en de woeste Pochtli
140. Kappie en de wierlozen
141. Kappie en de wijde verten

## Trivia
- Zowel de vader van Marten Toonder[3] als van Phiny Dick was zeekapitein.